# Стара Полтавка
Стара Полтавка (рос. Старая Полтавка) — село у Старополтавському районі Волгоградської області Російської Федерації.
Населення становить 4159  осіб. Входить до складу муніципального утворення Старополтавське сільське поселення.

## Історія
Населений пункт розташований у межах українського історичного та культурного регіону Жовтий Клин.
Згідно із законом від 17 січня 2005 року № 991-ОД органом місцевого самоврядування є Старополтавське сільське поселення.

## Населення
| 1959  | 1970  | 1979  | 1989  | 2002  | 2010  | 2012  |
| ----- | ----- | ----- | ----- | ----- | ----- | ----- |
| 1978  | ↗3161 | ↗3220 | ↗3603 | ↗4059 | ↗4084 | ↗4098 |
| 2013  | 2014  | 2015  | 2016  | 2017  |       |       |
| ↗4104 | ↗4140 | ↗4159 | ↘4155 | ↗4159 |       |       |